# Liparis epiphytica
Espèce
Synonymes
- Liparis lloydii Rolfe[1]

Liparis epiphytica est une espèce de plantes à fleurs de la famille des Orchidaceae (les orchidées) et du genre Liparis, présente dans plusieurs pays d'Afrique tropicale : Côte d'Ivoire, Nigeria, Cameroun, Sao Tomé-et-Principe, Gabon, République démocratique du Congo, Afrique de l'Est.